# Mullion

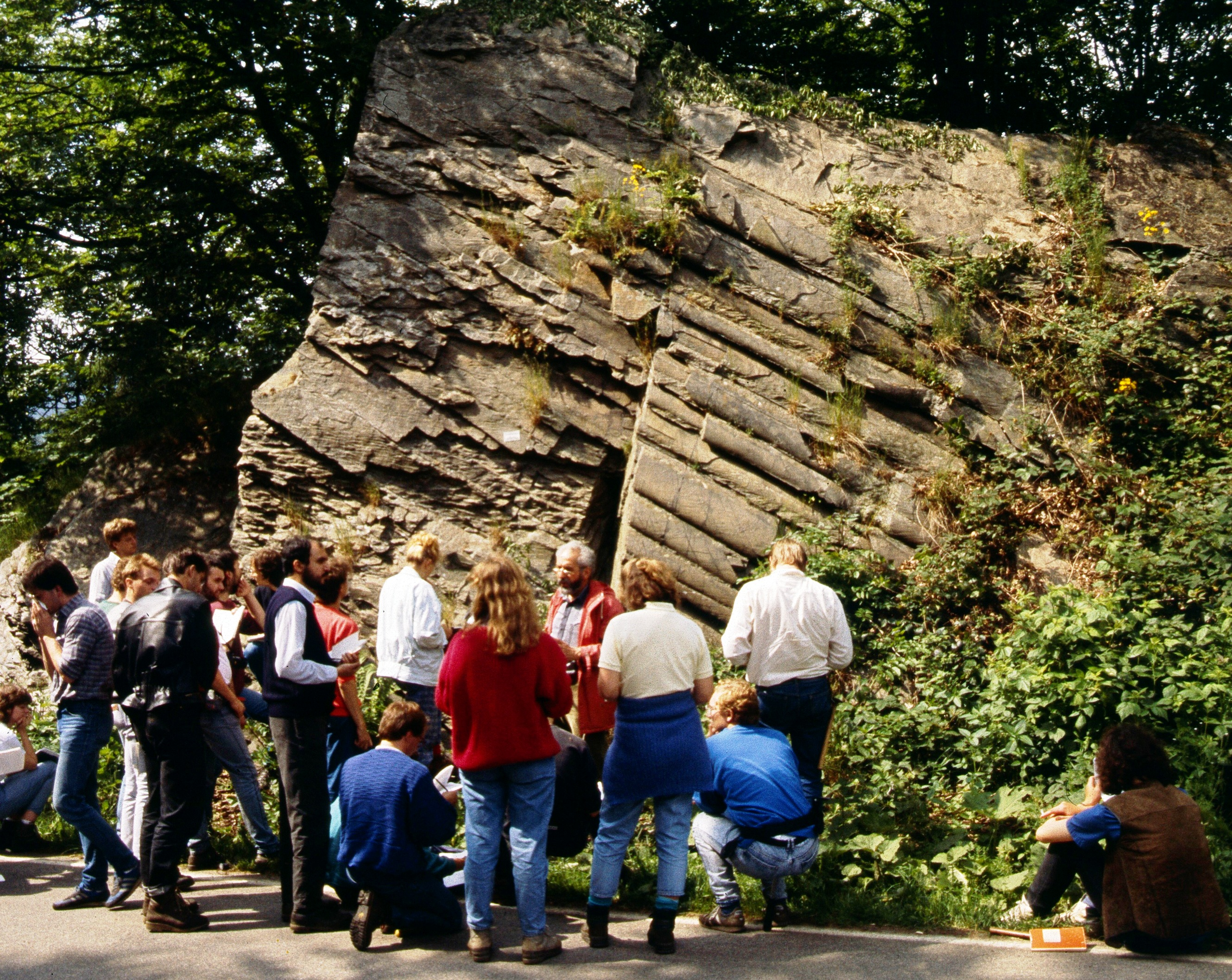
Mullion-Felsen an der L 106 am südwestlichen Ortsausgang von Dedenborn. Blick auf die Unterseite einer in Mullions zerlegten Grauwackenbank.

Mit Mullion oder Mullion-Struktur wird in der Geologie eine regelmäßig zerteilte, harte Gesteinsbank bezeichnet, die an ihrer Ober- und Unterseite konvexe Ausbuchtungen aufweist. Dadurch erhält sie das Aussehen eines gotischen Pfeilerbündels, woher sich auch der Name ableitet. Mullions treten in Sedimentgesteins-Abfolgen mit einem ausgeprägten Kontrast zwischen harten und weichen Schichten auf. Der Begriff wurde 1891 von dem britischen Geologen Joseph Nolan eingeführt.

## Morphologie

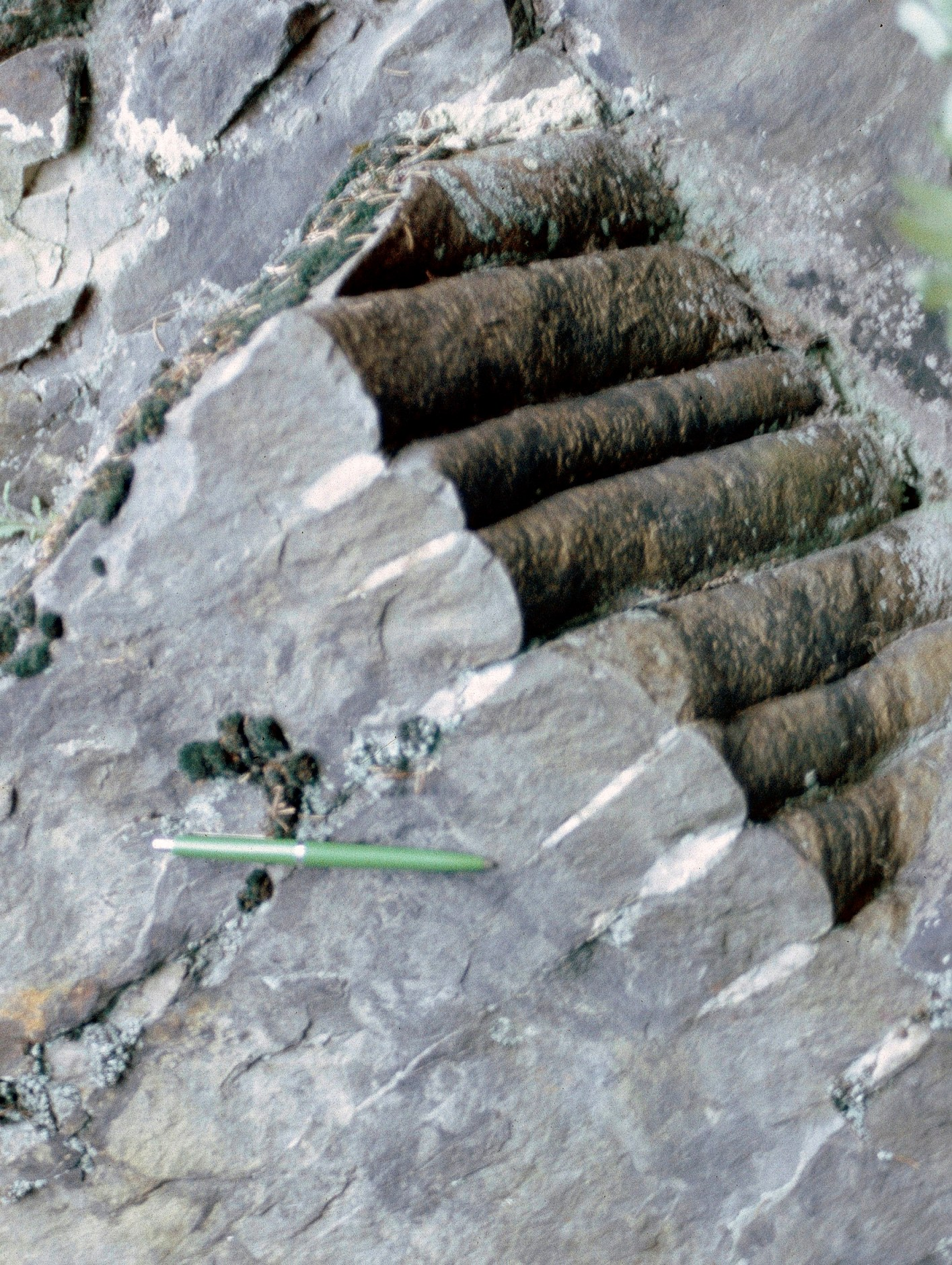
Mullions in einem ehemaligen Steinbruch bei Rouette in den Ardennen.

Ein einzelner Mullionkörper weist einen ungefähr rechteckigen Querschnitt auf, die Ober- und Unterseite (bezogen auf die Schichtung) zeigt die Form eines Kreissegments. Das Höhen/Breiten-Verhältnis eines Mullion-Querschnitts ist immer größer 1, am häufigsten wurden Werte zwischen 1,5 und 2,5 gemessen. Die Seiten sind meist schwach konkav ausgebildet. Zwischen den einzelnen Mullionkörpern liegen dünne Spindeln, die aus hellem Quarz bestehen. Gesteinsbänke, die in Mullions zerlegt wurden, sind immer in weichere Tonschiefer eingebettet. 
In seltenen Fällen wurden bei gradierter Schichtung Halbmullions beobachtet, die nur an der Schichtunterseite konvex gewölbt sind.

## Verbreitung
In Deutschland sind Mullions in der Eifel zwischen Einruhr und Monschau verbreitet, am bekanntesten ist das Naturdenkmal am südwestlichen Ortsausgang von Dedenborn. Die Mullion-Vorkommen setzen sich auf belgischem Gebiet bis nach Bastogne fort. Mullion-Vorkommen außerhalb des Rheinischen Schiefergebirges wurden aus der neoproterozoischen Moine-Supergruppe in Schottland beschrieben.

## Entstehung
Die gut untersuchten Vorkommen im Rheinischen Schiefergebirge entstanden in Sandsteine und Grauwacken, die sich im unteren Teil einer 8 bis 10 Kilometer mächtigen Abfolge von Sedimenten des Devons befinden. Nach der Verfestigung der Gesteine kam es am Ende des Oberdevons, entweder durch Dehnung der Erdkruste oder durch Überdruck der in den Sandsteinen eingeschlossenen Fluide, zur Zerlegung der Bänke und der Ausscheidung der vertikalen Quarzgänge aus den zirkulierenden Porenwässern. Bei der Stauchung der Schichten während variszischen Orogenese im Oberkarbon wirkten die vertikalen Quarzgänge zunächst als mechanische Widerlager, wodurch die charakteristischen konvexen Auswölbungen der Sandstein- und Grauwackenbänke entstanden. Erst im späteren Verlauf der Gebirgsbildung wurden die Sedimentschichten gefaltet. Zwischen der Bildung der Mullions und der Anlage der Falten kam es zu einem geringfügigen Wechsel der Hauptspannungsrichtung, dadurch stehen die Längsachsen der Mullions immer in einem Winkel von etwa 10° bis maximal 40° zur Richtung der Faltenachsen.